# Międzynarodowy Festiwal Sztuki Lalkarskiej
Międzynarodowy Festiwal Sztuki Lalkarskiej – festiwal teatralny odbywający się od 1966 co dwa lata w maju w Bielsku-Białej. Organizuje go Teatr Lalek Banialuka im. J. Zitzmana.
W latach 60., 70. i 80. Międzynarodowy Festiwal Sztuki Lalkarskiej był jedynym w Europie miejscem spotkań teatrów ze Wschodu i z Zachodu oraz konfrontacji europejskiego teatru lalek z teatrem światowym. Na przestrzeni lat w Bielsku-Białej gościli artyści, dziś tworzący historię światowego teatru lalek, m.in.: Albrecht Roser, Eric Bass, Joan Baixas, Roman Paska, Richard Bradshaw, Josef Krofta ze słynnym teatrem Drak, a także Peter Schumann z The Bread and Puppet Theatre i wielu innych twórców. Szeroko prezentowany i promowany był polski teatr lalek. Od 1998 r. bielski festiwal odbywa się w formie konkursu.
W 2008 w festiwalu wzięły udział 24 teatry z Austrii, Bułgarii, Czech, Francji, Hiszpanii, Iranu, Niemiec, Polski, Portugalii, Rosji, Serbii, Słowacji i Włoch.
Główną nagrodą jest Grand Prix (statuetka i nagroda pieniężna od Prezydenta Miasta Bielska-Białej). Ponadto w czasie festiwalu przyznawane są: Nagroda Specjalna, Nagroda Młodych Krytyków i Nagroda Jury Dziecięcego (dzieci uczestniczące na co dzień w zajęciach teatralnych Bielskiego Stowarzyszenia Artystycznego "Teatr Grodzki").
Festiwalowi towarzyszą wystawy w Galerii Bielskiej BWA, prezentacje plenerowe, koncerty zespołów zagranicznych, dyskusje w ramach otwartego panelu dyskusyjnego Polskiego Ośrodka Lalkarskiego POLUNIMA, a całość rozpoczyna barwny korowód ulicami miasta.